# Ferdinand Springer (Maler)

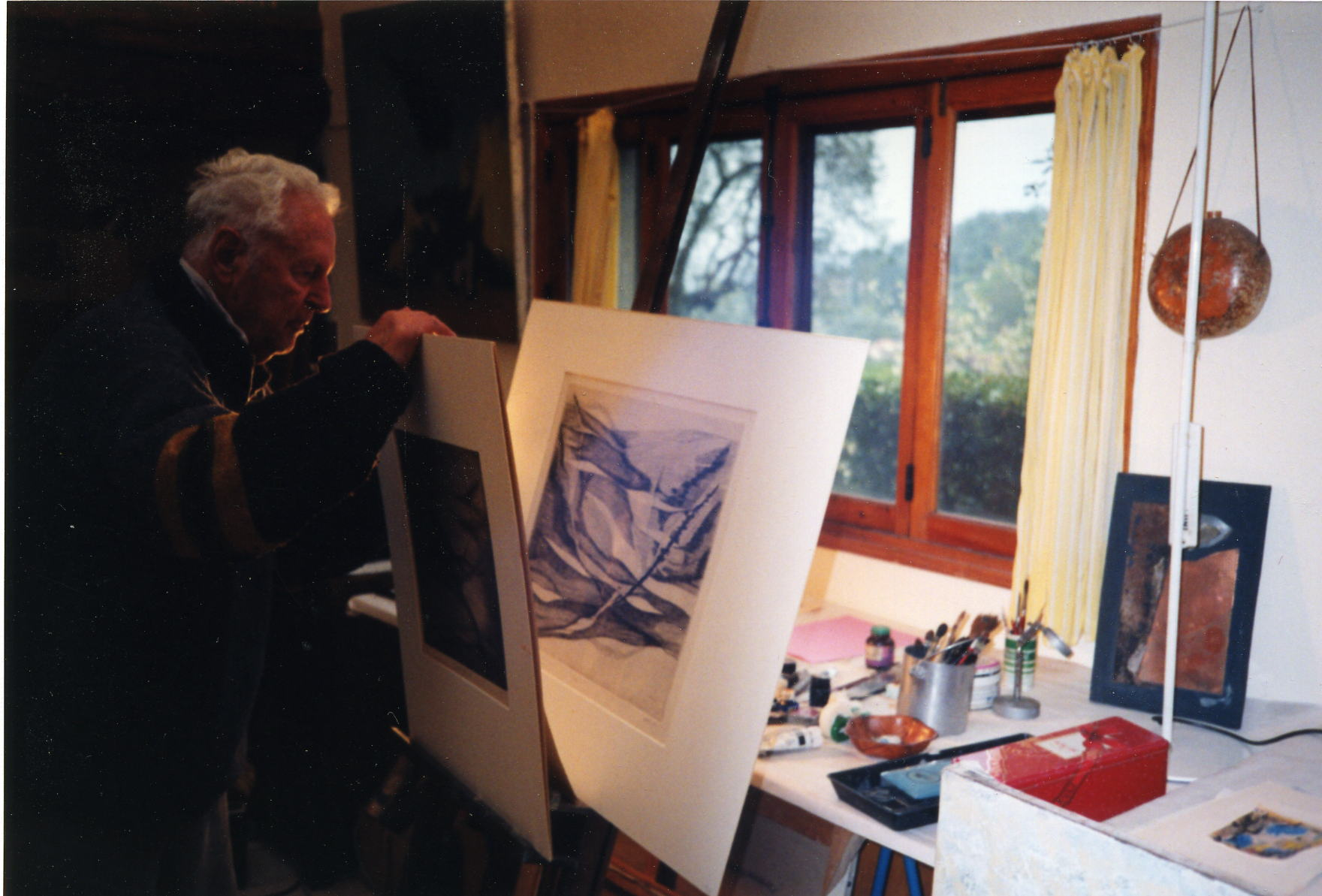
Ferdinand Springer 1998 im Atelier

Ferdinand Springer (* 1. Oktober 1907  in Berlin, Deutschland; † 31. Dezember 1998  in Grasse, Frankreich) war ein deutscher Maler und Grafiker. Er gehört zu den bedeutenden Vertretern der Abstrakten Malerei und Druckgrafik nach dem Zweiten Weltkrieg und wird auch zur Neuen École de Paris gezählt.

## Leben und Werk
Ferdinand Springer entstammte der weitverzweigten Verlegerfamilie, deren Gründer Julius Springer war. Er war Sohn aus erster Ehe des Verlegers Ferdinand Springer junior. Seine Mutter war Schweizerin. Er studierte erst in Potsdam, bevor er ein Studium der Kunstgeschichte in Zürich bei Heinrich Wölfflin aufnahm.
Ferdinand Springer widmete sich ab dem Jahre 1927 der Malerei. Er arbeitete zuerst in Mailand, wo er Giorgio Morandi in der Werkstatt des Futuristen Carlo Carrà kennenlernte. 1928 zog er nach Paris und lernte bei Roger Bissière an der Académie Ranson, wo auch Gino Severini lehrt.
Anfangs studierte er Gemäldekopien im Louvre, ab dem Jahre 1932 erlernte er die Technik der Lithografie im „Atelier 17“ von Stanley Hayter. Im Jahr 1935 hatte er Kontakt mit Wilhelm Uhde, der ihm einige Werke abkaufte, die später, zusammen mit Werken von Otto Freundlich, von der Gestapo beschlagnahmt wurden.
Im Jahre 1936 hatte Ferdinand Springer seine erste persönliche Ausstellung in den „Surindépendants“, zusammen mit seinen Freunden Hans Hartung, Victor Brauner und Maria Helena Vieira da Silva. Im Jahr 1937 reiste er nach New York City, wo er in der Galerie Julien Levy, zusammen mit Alexander Calder und Salvador Dalí, ausstellte. Er kehrte nach Frankreich zurück und lebte ab 1938 in Grasse in der Provence.
Ferdinand Springer wurde im Jahre 1939, zusammen mit Max Ernst und Hans Bellmer, im Lager Tuilerie des Milles in der Nähe von Aix-en-Provence interniert. Er wurde einige Zeit als freiwilliger Arbeiter in Forcalquier beschäftigt, wo er Pierre Seghers kennenlernte. 1940 kehrte er nach Grasse zurück und arbeitete mit Hans Arp, Sophie Taeuber-Arp, Alberto Magnelli, Sonia Delaunay und François Stahly, die man auch zusammen die „Groupe de Grasse“ nennt.
In dieser Zeit begann Ferdinand Springer seine ersten abstrakten Werke zu verwirklichen. Im Jahre 1942 floh er in die Schweiz, wenige Wochen vor der deutschen Besatzung der freien Zone. Er besuchte Bern und die Werkstatt von Paul Klee. Die schweizerischen Behörden untersagten ihm auszustellen und seine Werke zu verkaufen. Er realisierte Gouachen auf Papier. Im Jahre 1945 kehrte Ferdinand Springer nach Grasse zurück. Die Mehrzahl seiner Werke vor 1939 sind verschwunden, und er begann ein neues künstlerisches Lebenswerk mit einer eigenen abstrakten Sprache im Stil der Lyrischen Abstraktion zu verwirklichen.
Er illustrierte Eupalinos von Paul Valéry, veröffentlichte von Gaston Gallimard und widmete sich einige Jahre intensiv der Druckgrafik. Im Jahr 1955 wendete er sich wieder verstärkt der Malerei zu und hatte eine Ausstellung im Jahre 1958, die von Francis Ponge eröffnet wurde. Im Jahr 1959 war er Teilnehmer der documenta 2 in Kassel.
Er verwirklichte im Jahre 1960 seine ersten „découpages“, Relief-Gravuren, deren Inhalte sich sowohl auf die australischen Ureinwohner (die Aborigines) als auch auf das antike Griechenland, die etruskische Kunst und das alte Ägypten beziehen, wie auch auf die Kultur der amerikanischen Indianer. Er versuchte die graphische Umsetzung des Geistes der magischen Gegenstände der traditionellen Kulturen zu schaffen.
Ferdinand Springer gehörte zu den wichtigen Vertretern der Innovation der modernen Grafik. Er hatte zahlreiche Ausstellungen in ganz Europa (Frankreich, Deutschland, Italien, Norwegen und der Schweiz) und den Vereinigten Staaten. Eine erste Retrospektive fand in Heidelberg statt, gefolgt von Dortmund, Bremen, Grasse und Caen.
Seit 1975 wohnte und arbeitete Ferdinand Springer in Grasse. Er malte ab 1980 große Aquarelle, genannt „imaginäre Landschaften“, inspiriert von seiner Umgebung und der Landschaft der Provence. Nach 1990 schaffte er noch abstrakte geometrische Kompositionen.
Ferdinand Springer starb am 31. Dezember 1998 im Alter von 91 Jahren in Grasse.